# Белтсвил (Мериленд)
Белтсвил (енгл. Beltsville) насељено је место без административног статуса у америчкој савезној држави Мериленд.

## Демографија
По попису из 2010. године број становника је 16.772, што је 1.082 (6,9%) становника више него 2000. године.
| Група             | 2000.         | 2010.         |
| Белци             | 7.001 (44,6%) | 4.508 (26,9%) |
| Афроамериканци    | 5.015 (32,0%) | 5.846 (34,9%) |
| Азијати           | 1.686 (10,7%) | 1.593 (9,5%)  |
| Хиспаноамериканци | 1.544 (9,8%)  | 4.539 (27,1%) |
| Укупно            | 15.690        | 16.772        |